# إيرنتشي
إيرنتشي هي قرية في مقاطعة أسكو، إيران. عدد سكان هذه القرية هو 7 في سنة 2006.